# NGC 5163
NGC 5163 (другие обозначения — UGC 8453, MCG 9-22-62, ZWG 271.40, NPM1G +53.0156, PGC 47096) — эллиптическая галактика (E) в созвездии Большая Медведица.
Этот объект входит в число перечисленных в оригинальной редакции «Нового общего каталога».
В галактике вспыхнула сверхновая SN 2009bs типа Ia-p, её пиковая видимая звездная величина составила 17,7.